# Dayo Okeniyi
Oladayo A. Okeniyi (Jos, 14 de junio de 1988) es un actor nigeriano, conocido por interpretar a Thresh en Los juegos del hambre.

## Historia
Criado en Lagos, Nigeria, Dayo comenzó a actuar en teatro en su escuela primaria. En 2003, se mudó de Nigeria con su familia a los Estados Unidos. Su padre, ya un funcionario de aduanas jubilado y su madre, una profesora de literatura británica, insistieron en que sus hijos se eduquen en los Estados Unidos. Dayo recibió una licenciatura de diseño visual y comunicaciones en 2009. Después de la universidad, decidió mudarse a Los Ángeles para dedicarse a la actuación, su verdadera pasión.

## Filmografía
| Año  | Película              | Personaje   | Notas                   |
| ---- | --------------------- | ----------- | ----------------------- |
| 2010 | Eyes To See           |             | Cortometraje            |
| 2011 | Lions Among Men       | Tau         | Cortometraje            |
| 2012 | Los juegos del hambre | Thresh      | Tributo del distrito 11 |
| 2012 | Slew Hampshire        | Bro         | Protagonista            |
| 2013 | The Spectacular Now   | Marcus      |                         |
| 2013 | Prairie Dogs          |             |                         |
| 2013 | Cavemen               | Andre       |                         |
| 2013 | Runner Runner         | Perdeep     |                         |
| 2014 | Endless Love          | Mace        |                         |
| 2015 | Terminator Génesis    | Danny Dyson |                         |
| 2021 | Queenpins             | Earl        |                         |
| 2023 | Hypnotic              | TBA         |                         |
| 2024 | Dark Matter           | Leighton    | Serie de TV             |